# Macellicephaloides improvisa
Macellicephaloides improvisa är en ringmaskart som beskrevs av Levenstein 1982. Macellicephaloides improvisa ingår i släktet Macellicephaloides och familjen Polynoidae. Inga underarter finns listade i Catalogue of Life.